# Penny Johnson Jerald
Penny Johnson Jerald (Baltimore, 1961. március 14. –) amerikai színésznő.
Leginkább televíziós sorozatokból ismert: szerepelt a Larry Sanders Show epizódjaiban, továbbá a Star Trek: Deep Space Nine és a 24 sorozatokban, utóbbiban Sherry Palmert játszotta. Feltűnt a Castle és Az Orville: Új horizontok című műsorokban is.

## Élete és pályafutása
Színészi karrierje az 1980-as években kezdődött, ekkor kisebb szerepeket vállalt, első filmje a Második műszak (1984) volt. 1994-ben vendégszerepelt a Star Trek: Az új nemzedék egy epizódjában. 1997-ben Clint Eastwood oldalán az Államérdek szereplője volt, még ebben az évben a Star Trek: Deep Space Nine 17 epizódjában is feltűnt.
2001-ben szerepet kapott a FOX csatorna által sugárzott, Kiefer Sutherland főszereplésével készülő 24-ben is. Sherry Palmer, David Palmer feleségének a szerepét játszhatta el az első három évadban. 2003-ban Condoleezza Rice-t formálta meg a 9/11: A katasztrófa után című tévéfilmben. 2007-ben szerepet kapott egy ABC csatorna által sugárzott October Road drámasorozatban. 2011-ben csatlakozott a Castle című ABC-sorozat csapatához.
A filmes és televíziós szerepek mellett színházban is játszik.

## Magánélete
Férjével, Gralin Jeralddal 1982-ben házasodtak össze, egy lányuk született, Danyel.

## Filmográfia

### Film
| Év   | Magyar cím                             | Eredeti cím                       | Szerep                       | Megjegyzések                 |
| ---- | -------------------------------------- | --------------------------------- | ---------------------------- | ---------------------------- |
| 1984 | Második műszak                         | Swing Shift                       | Genevieve                    |                              |
| 1984 |                                        | The Hills Have Eyes Part II       | Sue                          |                              |
| 1990 |                                        | Goin' to Chicago                  | Darlene                      |                              |
| 1993 |                                        | Fear of a Black Hat               | Re-Re                        |                              |
| 1993 |                                        | Tina                              | Lorraine Taylor              |                              |
| 1994 |                                        | Molly & Gina                      | Maria                        |                              |
| 1995 | Automaták                              | Automatic                         | Julia Rodriguez              |                              |
| 1997 | Államérdek                             | Absolute Power                    | Laura Simon                  | magyar hangja Kocsis Mariann |
| 1998 | Alibi törzs                            | Krippendorf's Tribe               | tanár                        |                              |
| 2005 | Rent – Bohém élet                      | Rent                              | bohém                        | stáblistán nincs feltüntetve |
| 2015 | Az Igazság Ligája: Istenek és szörnyek | Justice League: Gods and Monsters | Amanda Waller elnök (hangja) |                              |
| 2018 |                                        | Parker's Anchor                   | Laurie                       |                              |
| 2019 | Az oroszlánkirály                      | The Lion King                     | Sarafina (hangja)            | magyar hangja Kocsis Mariann |
| 2020 |                                        | Celeste's Dreams                  | Penelope                     | rövidfilm                    |

### Televízió
| Év        | Magyar cím                  | Eredeti cím                                  | Szerep                           | Megjegyzések                           |
| --------- | --------------------------- | -------------------------------------------- | -------------------------------- | -------------------------------------- |
| 1983      |                             | American Playhouse                           | Jill Hatch                       | 1 epizód                               |
| 1984      |                             | The Impostor                                 | Michelle                         | tévéfilm                               |
| 1984      |                             | T. J. Hooker                                 | Lisa Cody                        | 1 epizód                               |
| 1984      | Zsarublues                  | Hill Street Blues                            | Jackie DeWitt                    | 1 epizód                               |
| 1984–1986 |                             | The Paper Chase                              | Vivian Conway                    | főszereplő (2-4. évad)                 |
| 1985      |                             | The Jeffersons                               | Danelle                          | 1 epizód                               |
| 1985      |                             | The Grand Baby                               | Betty                            | tévéfilm                               |
| 1985–1988 |                             | Simon & Simon                                | Hanna McKenzie / Evelyn Jacobson | 2 epizód                               |
| 1986      |                             | General Hospital                             | Debbie                           | 1 epizód                               |
| 1987      |                             | 1st & Ten                                    | Phyllis                          | visszatérő szereplő (4. évad)          |
| 1987      |                             | Women in Prison                              | Patty                            | 1 epizód                               |
| 1988      | Cosby                       | The Cosby Show                               | nővér                            | 1 epizód                               |
| 1989      |                             | Tour of Duty                                 | Jan Hudson                       | 1 epizód                               |
| 1989      |                             | She's the Sheriff                            | Dorothy                          | 1 epizód                               |
| 1989      |                             | Homeroom                                     | Virginia Harper                  | főszereplő                             |
| 1990      |                             | Freddy's Nightmares                          | Elaine Alamo                     | 1 epizód                               |
| 1990      |                             | Coach                                        | Susan Birch                      | 1 epizód                               |
| 1990      | Kaleidoszkóp                | Kaleidoscope                                 | Paula                            | tévéfilm                               |
| 1990      |                             | Night Visions                                | Luanne                           | tévéfilm                               |
| 1990      | Parker Lewis sohasem veszít | Parker Lewis Can't Lose                      | Ms. Miriam Donnelly              | 1 epizód                               |
| 1991      | Columbo                     | Columbo                                      | Maxine Jarrett                   | 1 epizód magyar hangja: Németh Zsuzsa  |
| 1992–1998 |                             | The Larry Sanders Show                       | Beverly Barnes                   | főszereplő                             |
| 1993      | Bajtársak                   | Class of ’61                                 | Lavinia                          | tévéfilm                               |
| 1993      |                             | Empty Cradle                                 | Gail Huddle                      | tévéfilm                               |
| 1994      | Star Trek: Az új nemzedék   | Star Trek: The Next Generation               | Dobara                           | 1 epizód                               |
| 1995      | A jog hálójában             | Sweet Justice                                | Marcy Lerner                     | 1 epizód                               |
| 1995–1999 | Star Trek: Deep Space Nine  | Star Trek: Deep Space Nine                   | Kasidy Yates                     | visszatérő szereplő (3-7. évad)        |
| 1996      |                             | Grace Under Fire                             | Bailey Alford                    | 1 epizód                               |
| 1997      |                             | Cosby                                        | Penny                            | 1 epizód                               |
| 1997      |                             | The Gregory Hines Show                       | Elizabeth                        | 1 epizód                               |
| 1998–1999 | Vészhelyzet                 | ER                                           | Lynette Evans                    | mellékszereplő (5. évad)               |
| 1999      | Elveszett bizalom           | The Test of Love                             | Hope                             | tévéfilm                               |
| 2000      | A barátság színe            | The Color of Friendship                      | Roscoe Dellums                   |                                        |
| 2000      | Bérgyilkosok kézikönyve     | Deliberate Intent                            | Laura Harmon                     |                                        |
| 2000      | Családjogi esetek           | Family Law                                   | Christine Webber                 | 1 epizód                               |
| 2001      | X-akták                     | The X-Files                                  | Dr. Hellura Lyle                 | 1 epizód ("Medúza")                    |
| 2001      | Ügyvédek                    | The Practice                                 | Laura Garrett ügyvéd             | 1 epizód                               |
| 2001      |                             | Citizen Baines                               | Denise Willis                    | 1 epizód                               |
| 2001–2004 | 24                          | 24                                           | Sherry Palmer                    | visszatérő- és főszereplő (1-3. évad)  |
| 2002      | Angyali érintés             | Touched by an Angel                          | Eleanor                          | 1 epizód                               |
| 2003      | 9/11: A katasztrófa után    | DC 9/11: Time of Crisis                      | Condoleezza Rice                 | tévéfilm                               |
| 2003      | Frasier – A dumagép         | Frasier                                      | Carol                            | 1 epizód                               |
| 2005–2006 |                             | Eve                                          | Beverly Williams                 | visszatérő szereplő (3. évad)          |
| 2006      | Esküdt ellenségek           | Law & Order                                  | Ms. Booker                       | 1 epizód                               |
| 2006      | A terror útjai              | The Path to 9/11                             | Condoleezza Rice                 | minisorozat (2 epizód)                 |
| 2007      | 4400                        | The 4400                                     | Rebecca Parrish                  | visszatérő szereplő (4. évad)          |
| 2007–2008 |                             | October Road                                 | Dean Leslie Etwood               | visszatérő szereplő                    |
| 2009–2010 | NCIS                        | NCIS                                         | Joanne Torrence                  | 1 epizód                               |
| 2010      | Dr. Csont                   | Bones                                        | Rachel Adams                     | 1 epizód                               |
| 2010      |                             | Tyler Perry's House of Payne                 | Maxine                           | visszatérő szereplő (6. évad)          |
| 2011–2015 | Castle                      | Castle                                       | Victoria Gates százados          | főszereplő (4-7. évad)                 |
| 2015      |                             | Justice League: Gods and Monsters Chronicles | Amanda Waller elnök (hangja)     | 1 epizód                               |
| 2017–2022 | Az Orville: Új horizontok   | The Orville                                  | Dr. Claire Finn                  | főszereplő magyar hangja: Vándor Éva   |
| 2018      |                             | Sideswiped                                   | Cynthia                          | 1 epizód                               |
| 2024      | Ted                         | Ted                                          | Igazgatónő                       | 2 epizód magyar hangja: Czirják Csilla |